# Pádár Ildikó
Pádár Ildikó (Heves, 1970. április 19. –) Európa-bajnok, olimpiai és világbajnoki ezüstérmes magyar válogatott kézilabdázó. Jelenleg a Ferencváros utánpótlásedzője. A beceneve "Párduc".

## Pályafutása
Kömlőn nevelkedett, majd 1984-ben az egri Szilágyi Erzsébet Gimnázium sporttagozatos osztályába került, és az Eger SE ifjúsági játékosa lett. Nevelőedzője Brandstadter Gábor volt.
1987-ben egy Eger–Ferencváros ifimérkőzésen fedezték föl a Fradi vezetői, és még abban az évben a budapesti klub játékosa lett. Kezdetben Berzsenyi Mária, Hoffmann Pál és Elek Gyula voltak edzői. Németh András edzősködése alatt ferencvárosi színekben hat magyar bajnoki címet, és hét kupagyőzelmet ért el. Tagja volt a Bajnokok Ligájában, illetve KEK-ben ezüstérmet szerzett a csapatnak is.
2003-ban befejezte pályafutását. A Testnevelési Főiskolán középfokú edzői diplomát szerzett, azóta a Ferencváros utánpótlásával foglalkozik.

### A válogatottban
1990. szeptember 11-én egy Ausztria elleni mérkőzésen mutatkozott be a válogatottban, melyben 2003-ig 202 mérkőzésen 286 gólt szerzett. 1995-ben az osztrák–magyar rendezésű világbajnokságon ezüstérmes lett. 1996-ban az atlantai olimpián, illetve az 1998-as hollandiai Európa-bajnokságon harmadik helyezést ért el a válogatottal.
A 2000-es sydneyi olimpián ezüstérmes lett, majd ugyanebben az évben a romániai Európa-bajnokságon aranyérmet szerzett.
2004-ben a válogatott másodedzőjeként is tevékenykedett.

## Sikerei
- NB I:
  - Bajnok:  1994, 1995, 1996, 1997, 2000, 2002.[6]

- Magyar Kupa:
  - Győztes: 1993, 1994, 1995, 1996, 1997, 2001, 2003.[7]

- Bajnokok Ligája:
  - Ezüstérmes: 2002.

- EHF-kupagyőztesek Európa-kupája:
  - Ezüstérmes: 1994.

- Olimpiai játékok:
  - Ezüstérmes: 2000.
  - Bronzérmes: 1996.

- Világbajnokság:
  - Ezüstérmes: 1995.

- Európa-bajnokság:
  - Győztes: 2000.
  - Bronzérmes: 1998.

### Díjai, elismerései
- Fair Play-díj (2003)[8][9]

## Egyéb
Húga, Pádár Margit ugyancsak a Ferencvárosban kézilabdázott.
Olimpiai és világbajnoki érmeit az egri Sportmúzeumnak adományozta, emellett anyagilag is rendszeresen segíti szülőhelyének kézilabdázó diákjait.
Példamutató sportemberi magatartásáért Kömlő község díszpolgárává választotta.